# Gaceta Tecnológica

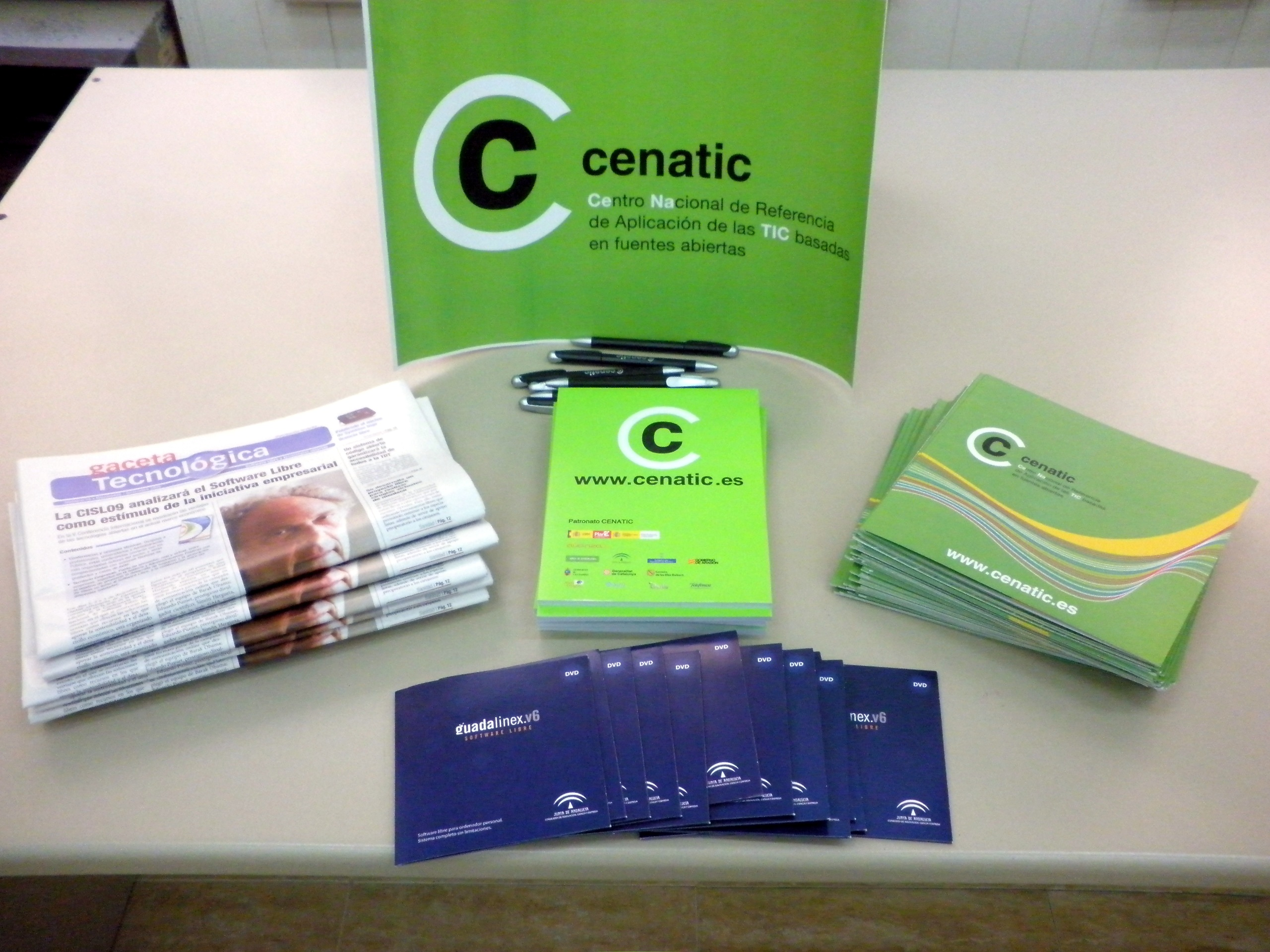
Bolígrafos y blocs de CENATIC, ejemplares de la Gaceta Tecnológica y DVD de Guadalinex v6.

La Gaceta Tecnológica es una revista editada en España. Está especializada en temas referentes al software libre y tecnologías abiertas.

## Distribución
La revista se edita bimensualmente, y se distribuye gratuitamente a través de entidades públicas relacionadas con el tema: universidades, centros de alfabetización digital, etc.